# Le Chant de l'amour triomphant (film, 1915)
Pour l’article homonyme, voir Le Chant de l'amour triomphant.
Pour plus de détails, voir Fiche technique et Distribution.
Le Chant de l'amour triomphant (Песнь торжествующей любви, Pesn torzhestvuyushchey lyubvi) est un film russe réalisé par Evgueny Bauer, sorti en 1915. C'est l'adaptation de la nouvelle éponyme d'Ivan Tourgueniev. Le film est perdu.

## Synopsis
Deux amis inséparables, le peintre Georgy et le musicien Evgueni, sont amoureux de la belle Elene. Elene préfère Georgy et l'épouse. Rejeté, Evgueni quitte son pays natal.
Quelques années plus tard, Evgueni revient. Georgy l'accueille chez lui et lui montre fièrement sa dernière œuvre, Sainte Cécile, qu'il a peinte en prenant pour modèle sa femme. Lorsqu'il revoit Elene, Evgueni sent renaître son ancienne passion.
Il offre à ses amis une boisson mystérieuse et joue du violon pour eux. La musique extraordinaire - Le Chant de l'amour triomphant - fascine Elene. La nuit, elle entend les sons d'un violon et, fascinée, se dirige vers Evgueni et se donne à lui, sans se rendre compte si cela se produit dans un rêve ou dans la réalité. Cela se répète nuit après nuit.
Le mari remarque des changements dans le comportement de sa femme et commence à la surveiller. Il invite un prêtre qui fait avouer à Elena son péché tout en constatant qu'elle est victime de sorcellerie. Georgy comprend qui est à l'origine de cette situation.
La nuit, il retrouve Evgueni et le tue. La famille retrouve le calme et, au bout d'un certain temps, l'artiste achève la Sainte Cécile.

## Fiche technique
- Titre : Le Chant de l'amour triomphant
- Réalisation : Evgueny Bauer
- Photographie : Boris Zavelev
- Format : noir et blanc
- Production : Alexandre Khanjonkov
- Sortie : 22 août 1915

## Distribution
- Vera Kholodnaïa : Elene
- Ossip Runitsch : Georgy
- Vitold Polonski : Evgueni
- Arseni Bibikov : prêtre